# Parphorus nemorus
Parphorus nemorus is een vlinder uit de familie van de dikkopjes (Hesperiidae). De wetenschappelijke naam van de soort is voor het eerst geldig gepubliceerd in 1941 door Bell. Deze naam wordt wel beschouwd als een synoniem van Parphorus fartuga (Schaus, 1902).